# Basílica de San Procopio

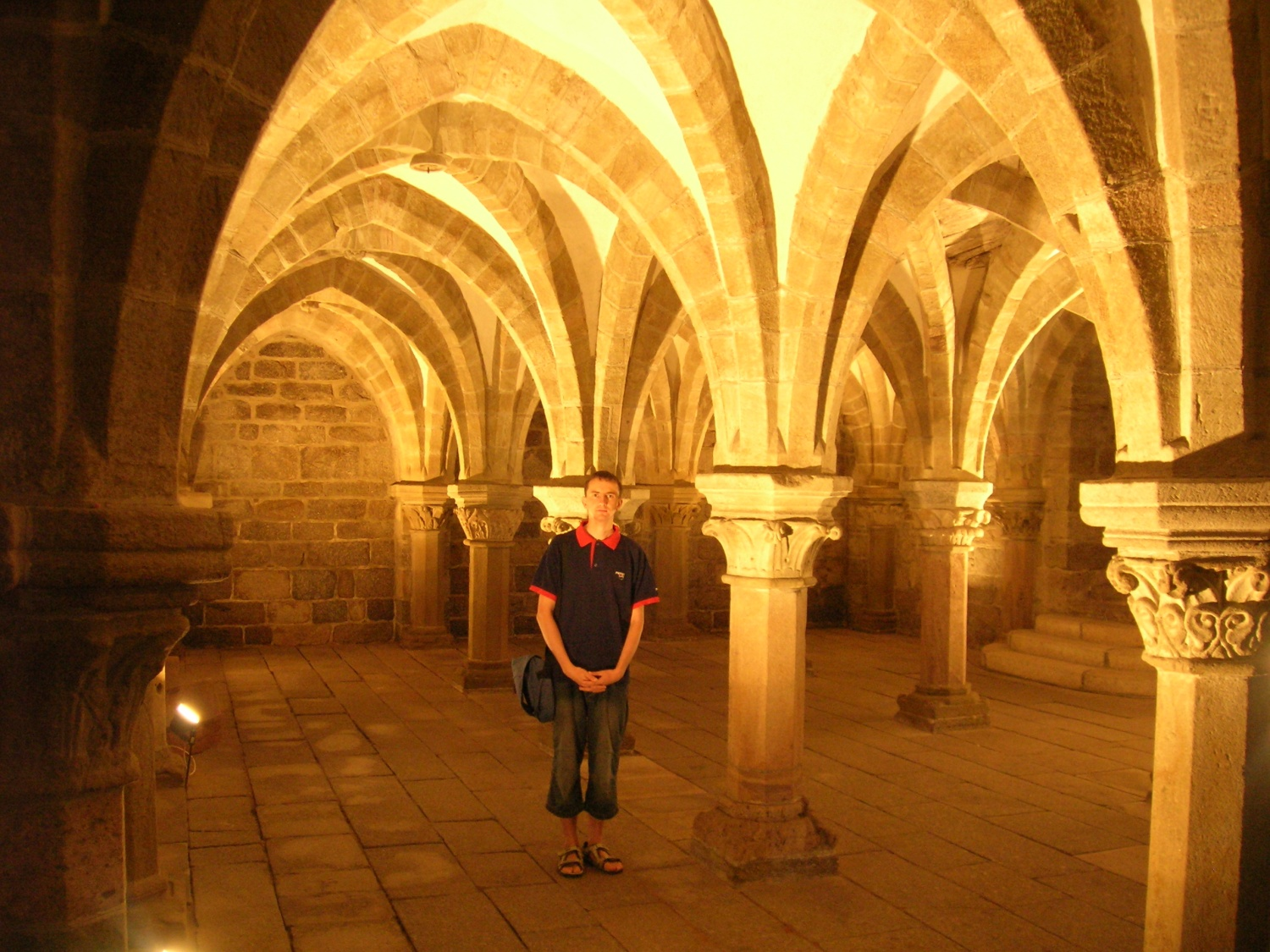
La cripta.

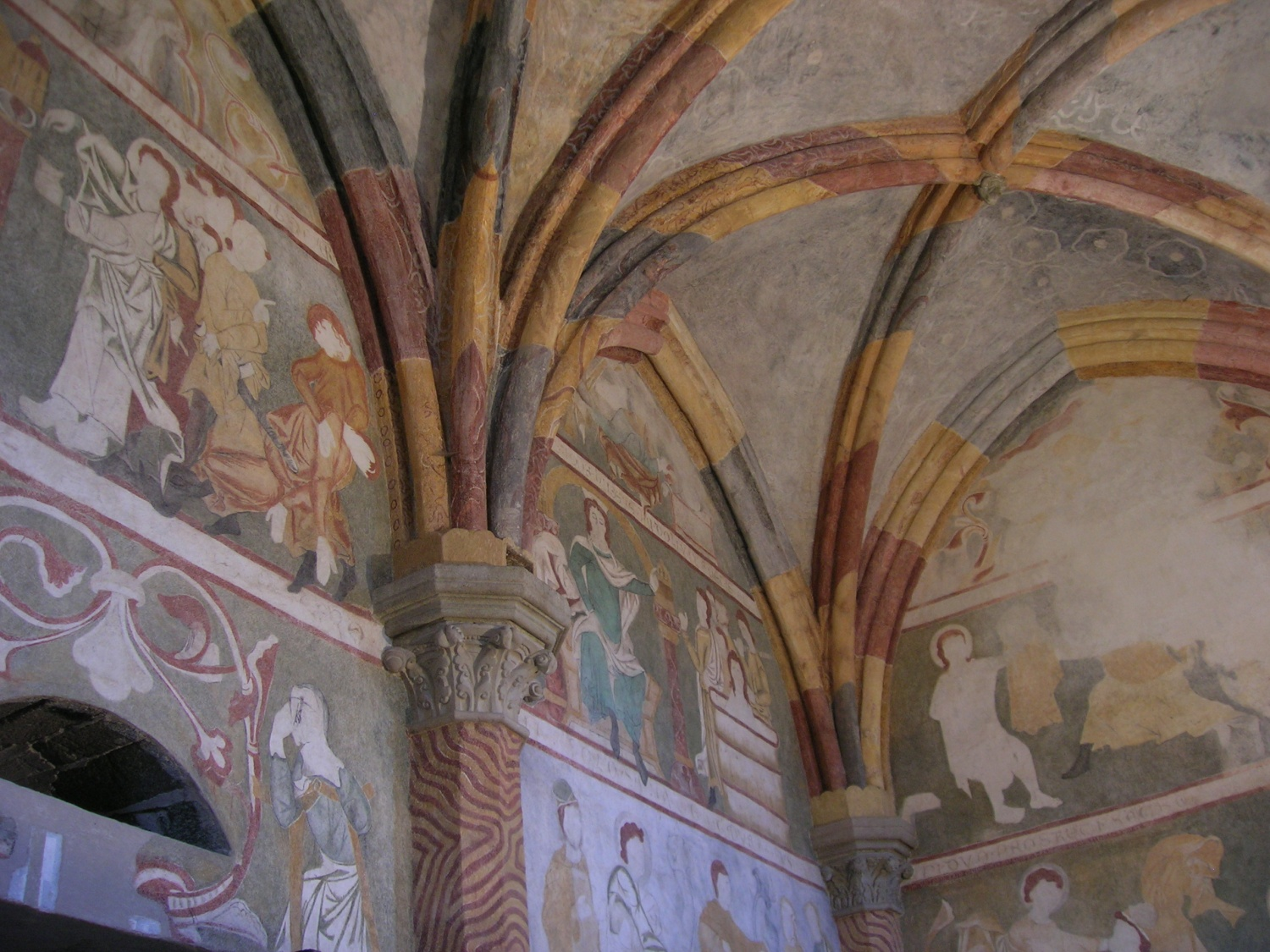
Las bóvedas de la basílica.

La Basílica de san Procopio es un edificio religioso que, junto con la judería, constituye un lugar Patrimonio de la Humanidad de la Unesco situado en Třebíč, en la República Checa.

## Descripción
El barrio judío, el cementerio relacionado con él y la basílica de san Procopio representan un complejo que simboliza la convivencia pacífica de los cristianos y los hebreos desde la Edad Media hasta el siglo XX.
Está situado sobre una colina al oeste del barrio judío. Se construyó a inicios del siglo XIII (1230-53) por Wenceslao I de Bohemia como parte de un monasterio benedictino del año 1101. En el siglo XVI el monasterio fue derruido para permitir la construcción de un castillo que esta hoy unido a la basílica. El estilo utilizado es una mezcla de arquitectura gótica y románica.
Contiene un presbiterio alargado, tres ábsides y tres claustros y dos torres en la parte oriental. 
Los materiales de construcción son granito y arenisca.
En el año 1726 fueron efectuados trabajos de reforma bajo la dirección de Frantisek Maxmilian Kanka. Se construyó la torre suroccidental, agrandadas las ventanas y reconstruida la fachada occidental.

## Conservación
En el año 1990, la ciudad de Třebíč fue incluida entre las «ciudades históricas» de la República Checa, y a continuación su conservación está gestionada por el estado central.